# Farmaceutsko-biokemijski fakultet u Zagrebu
Farmaceutsko-biokemijski fakultet je znanstveno-obrazovna fakultetska ustanova u Zagrebu, u Hrvatskoj. Dijelom je zagrebačkog sveučilišta.

## Povijest
Farmaceutsko-biokemijski fakultet osnovan je 1942. godine. Korijeni sežu u 1882. godine. 11. listopada 1882. godine rješenjem cara Franje Josipa I. i naredbom Kraljevskog zemaljskog vladina odjela za bogoštovje i nastavu. Nastava farmacije na Sveučilištu u Zagrebu započela je 1882. osnivanjem "farmaceutskog učevnog tečaja" na Zagrebačkom sveučilištu, a pri tadašnjem Mudroslovnom fakultetu. 
Osnivanje samostalnih farmaceutskih zavoda bilo je temelj osnivanja Farmaceutskog fakulteta kao samostalne sastavnice Sveučilišta u Zagrebu : Zavod za farmakognoziju - 1896. godine, prvi takav neovisan zavod u svijetu, Zavod za farmaciju - 1928. godine, te Zavod za farmaceutsku tehnologiju, 1932. godine. Samostalni je fakultet od 1942. godine. Sadašnje ime nosi od 1963. a od 1986. fakultet organizira sveučilišnu nastavu u dva studijska programa i to studij farmacije i studij medicinske biokemije, od 2005. po nastavnom programu Bologne. Fakultet je suosnivač Hrvatske ljekarničke komore.

## Organizacija
Zavodi su temeljne organizacijske jedinice Fakulteta i to su:
- Zavod za biofiziku,
- Zavod za opću i anorgansku kemiju,
- Zavod za analitičku kemiju,
- Zavod za fizikalnu kemiju,
- Zavod za organsku kemiju,
- Zavod za analitiku i kontrolu lijekova,
- Zavod za farmaceutsku botaniku,
- Zavod za farmakognoziju,
- Zavod za farmaceutsku kemiju,
- Zavod za farmaceutsku tehnologiju,
- Zavod za farmakologiju,
- Zavod za medicinsku biokemiju i hematologiju,
- Zavod za biokemiju i molekularnu biologiju,
- Zavod za kemiju prehrane te
- Zavod za mikrobiologiju.

Do sada je na Fakultetu diplomiralo više od 8000 studenata, oko 300 njih je steklo stupanj magistra znanosti, a više od 200 doktorat znanosti. Trenutno je na Fakultetu oko 950 redovitih studenata u diplomskim, a oko 70 u poslijediplomskim studijima.
U Zavodu za farmaceutsku botaniku ovog fakultet je Botanički vrt ljekovitoga bilja "Fran Kušan".

## Vanjske poveznice
- Farmaceutsko-biokemijski fakultet Hrvatska tehnička enciklopedija, portal hrvatske tehničke baštine. LZMK